# Parasol
En parasol (mod sol) er en paraplylignende skærm, der har som formål at skærme for solen. Skærmen, der er lavet af tekstil, er normalt udspændt på et stativ, der er forbundet med en stang, der kan bæres i hånden eller sættes ned i en klods med et hul i, en parasolfod, eller i et hul i jorden.

## Historien
Både parasoller og paraplyer blev i oldtiden brugt hos assyrerne og egypterne og i Kina og Indien. Parasollerne var både solskærme og magtsymboler for personer af højere sociale klasser, på samme måde som baldakiner nu er en symbolsk beskyttelse over værdighedspersoner. I Europa blev paraplyer taget i brug i 1500-tallet. Da blev også parasoller indført blandt adelen i Frankrig for at bevare bærerens lysere hud. Sådanne håndholdte parasoller – gerne udstyret med blonder – blev en del af den vestlige damemode i 1700- og 1800-tallet.
Parasoller har traditionelt været særlig udbredt i Østen, blandt andet i Japan og Kina, hvor parasoller af bambus og andre materialer blev almindelige blandt adelen i 1000-tallet. I Japan kaldes traditionelle parasoller karakasa; det vil sige "kinesisk parasol". Karaksa bruges også om gamle parasoller og andre genstande, som i følge japansk folketro bliver besjælede og levende, når er 100 år gamle.

## Parasolfødder
En parasolfod er en flytbar genstand, hvor en parasol kan fæstnes så den kan står oprejst.
Parasolfoden består oftest af en base og et hul cylindrisk rør hvor parasolstoplen kan sættes i.
Den indre diameter af parasolfodens rør skal passe til parasolstoplens diameter.
Parasolfødder kan have mulighed for justering med forskellige ringe og via justeringsskruer.
En parasolfod skal normalt være tung så parasollen med parasolfoden ikke vælter ved vindtryk på parasollen.
Vægten kan skabes ved at parasolfod er tung i sig selv.
Sådanne parasolfødder kan have en base af for eksempel
granit eller
beton.
Vægten kan også skabes ved at parasolfoden er en beholder hvor der kan påfyldes vand eller sand og sådanne parasolfødder er oftest af plast.
Vægten af de tunge parasolfødder i det almindelige marked kan normalt være fra 12–13 kilogram for små vandfyldte parasolfødder.
Tunge parasolfødder kan have hjul der gør dem nemmere at flytte.
Alternativt findes der i markedet undervogne med hjul hvor parasolfoden kan stilles på.
Lette parasolfødder er normalt beregnet til at skulle have en tung genstand over sig, enten sandsække eller fliser.
Disse lette parasolfødder kan have en base af metal eller stål, enten med fire vandrette ben eller en rund base.